# Penares sclerobesa
Penares sclerobesa är en svampdjursart som beskrevs av Topsent 1904. Penares sclerobesa ingår i släktet Penares och familjen Ancorinidae. Inga underarter finns listade i Catalogue of Life.